# Championnats du monde féminins de boxe amateur 2023
Navigation
Édition précédente Édition suivante
Les 13es Championnats du monde de boxe amateur féminins se déroulent du 16 au 26 mars 2023 à New Delhi, en Inde.

## Boycott
Plusieurs pays dont l'Irlande, les États-Unis, la Grande-Bretagne, la Suisse, la République tchèque, le Canada, les Pays-Bas, la Suède et la Norvège boycottent la compétition pour protester contre la présence des délégations russes et biélorusses qui participeront avec leur drapeau et non pas dans une équipe neutre, alors que se poursuit l'invasion de l'Ukraine par la Russie,.

## Dotations
Une somme record de 2,4 millions de dollars est allouée en primes de résultat par l'Association internationale de boxe amateur, les médaillées d’or, d'argent et de bronze recevant respectivement un chèque de 100 000 dollars, 50 000 dollars et 25 000 dollars.

## Disqualifications
Durant la compétition, la boxeuse algérienne poids welters Imane Khelif a été disqualifiée juste après avoir battu la boxeuse thaïlandaise Janjaem Suwannapheng en demi-finale. Les organisateurs estimaient que la boxeuse algérienne montrait un taux de testostérone trop élevé pour participer à cette compétition féminine. Un recours a été déposé par la Fédération algérienne de boxe, mais a aussitôt été rejeté par les organisateurs.

## Nations participantes
Les pays participants sont :
- Afghanistan (1)
- Afrique du Sud (3)
- Algérie (6)
- Arménie (6)
- Australie (9)
- Azerbaïdjan (6)
- Biélorussie (6)
- Botswana (3)
- Brésil (7)[7],[8]
- Bulgarie (6)
- Cameroun (1)
- Cap-Vert (1)
- Chine (12)
- Colombie (9)
- Corée du Sud (8)
- Croatie (1)
- Espagne (5)
- Eswatini (1)
- France (9)
- Grèce (2)
- Guatemala (3)
- Guyana (2)
- Haïti (1)
- Hongrie (8)
- Inde (12)[9]
- Italie (8)
- Japon (8)
- Jordanie (1)
- Kazakhstan (12)[10]
- Kenya (11)
- Koweït (1)
- Mali (1)
- Maroc (4)
- Mexique (8)
- États fédérés de Micronésie (1)
- Moldavie (2)
- Mongolie (8)
- Mozambique (4)
- Népal (7)
- Nouvelle-Zélande (6)
- Panama (1)
- Pays-Bas (sous bannière neutre) (1)
- Philippines (3)
- Polynésie française (1)
- Porto Rico (4)
- Ouzbékistan (10)
- République dominicaine (3)
- Roumanie (4)
- Russie (12)
- Sainte-Lucie (1)
- Serbie (7)
- Sierra Leone (1)
- Singapour (5)
- Slovaquie (3)
- Sri Lanka (2)
- Tadjikistan (4)
- Taipei chinois (9)
- Tanzanie (2)
- Thaïlande (9)
- Trinité-et-Tobago (3)
- Tunisie (3)
- Turkménistan (1)
- Turquie (12)
- Venezuela (4)
- Vietnam (9)

## Résultats

### Podiums
| Catégorie de poids           | Or                               | Argent                         | Bronze                              |
| ---------------------------- | -------------------------------- | ------------------------------ | ----------------------------------- |
| Poids pailles (-48 kg)       | Nitu Ghanghas (en) (IND)         | Lutsaikhany Altantsetseg (MGL) | Alua Balkibekova (en) (KAZ)         |
| Poids pailles (-48 kg)       | Nitu Ghanghas (en) (IND)         | Lutsaikhany Altantsetseg (MGL) | Yasmine Mouttaki (MAR)              |
| Poids mi-mouches (-50 kg)    | Nikhat Zareen (en) (IND)         | Nguyễn Thị Tâm (en) (VIE)      | Ingrit Valencia (COL)               |
| Poids mi-mouches (-50 kg)    | Nikhat Zareen (en) (IND)         | Nguyễn Thị Tâm (en) (VIE)      | Wassila Lkhadiri (FRA)              |
| Poids mouches (-52 kg)       | Wu Yu (CHN)                      | Sirine Charaabi (ITA)          | Yuliya Apanasovich (ru) (BLR)       |
| Poids mouches (-52 kg)       | Wu Yu (CHN)                      | Sirine Charaabi (ITA)          | Rinka Kinoshita (ja) (JPN)          |
| Poids coqs (-54 kg)          | Huang Hsiao-wen (TPE)            | Yeni Arias (en) (COL)          | Jutamas Jitpong (en) (THA)          |
| Poids coqs (-54 kg)          | Huang Hsiao-wen (TPE)            | Yeni Arias (en) (COL)          | Möngöntsetsegiin Enkhjargal (MGL)   |
| Poids plumes (-57 kg)        | Irma Testa (ITA)                 | Karina Ibragimova (ru) (KAZ)   | Amina Zidani (FRA)                  |
| Poids plumes (-57 kg)        | Irma Testa (ITA)                 | Karina Ibragimova (ru) (KAZ)   | Svetlana Staneva (en) (BUL)         |
| Poids légers (-60 kg)        | Beatriz Ferreira (BRA)           | Angie Paola Valdés Pana (COL)  | Oh Yeon-ji (en) (KOR)               |
| Poids légers (-60 kg)        | Beatriz Ferreira (BRA)           | Angie Paola Valdés Pana (COL)  | Yang Wenlu (CHN)                    |
| Poids super-légers (-63 kg)  | Yang Chengyu (en) (CHN)          | Nataliya Sychugova (ru) (RUS)  | Camila Camilo (COL)                 |
| Poids super-légers (-63 kg)  | Yang Chengyu (en) (CHN)          | Nataliya Sychugova (ru) (RUS)  | Fatia Benmessahel (FRA)             |
| Poids welters (-66 kg)       | Yang Liu (CHN)                   | Janjaem Suwannapheng (THA)     | Navbakhor Khamidova (UZB)           |
| Poids welters (-66 kg)       | Yang Liu (CHN)                   | Janjaem Suwannapheng (THA)     | Nadezhda Ryabets (en) (KAZ)         |
| Poids super-welters (-70 kg) | Anastasiia Demurchian (ru) (RUS) | Kaye Scott (en) (AUS)          | Zhou Pan (CHN)                      |
| Poids super-welters (-70 kg) | Anastasiia Demurchian (ru) (RUS) | Kaye Scott (en) (AUS)          | Bárbara Maria dos Santos (en) (BRA) |
| Poids moyens (-75 kg)        | Lovlina Borgohain (IND)          | Caitlin Parker (AUS)           | Li Qian (CHN)                       |
| Poids moyens (-75 kg)        | Lovlina Borgohain (IND)          | Caitlin Parker (AUS)           | Valentina Khalzova (en) (KAZ)       |
| Poids mi-lourds (-81 kg)     | Saweety Boora (en) (IND)         | Wang Lina (en) (CHN)           | Emma-Sue Greentree (AUS)            |
| Poids mi-lourds (-81 kg)     | Saweety Boora (en) (IND)         | Wang Lina (en) (CHN)           | Fariza Sholtay (KAZ)                |
| Poids lourds (+81 kg)        | Khadija Mardi (MAR)              | Lazzat Kungeibayeva (ru) (KAZ) | Diana Pyatak (ru) (RUS)             |
| Poids lourds (+81 kg)        | Khadija Mardi (MAR)              | Lazzat Kungeibayeva (ru) (KAZ) | Aynur Rzayeva (en) (AZE)            |

### Tableau des médailles
- Pays organisateur ( Inde)

| Rang  | Nation         | Or | Argent | Bronze | Total |
| ----- | -------------- | -- | ------ | ------ | ----- |
| 1     | Inde           | 4  | 0      | 0      | 4     |
| 2     | Chine          | 3  | 1      | 3      | 7     |
| 3     | Russie         | 1  | 1      | 1      | 3     |
| 4     | Italie         | 1  | 1      | 0      | 2     |
| 5     | Brésil         | 1  | 0      | 1      | 2     |
| 5     | Maroc          | 1  | 0      | 1      | 2     |
| 7     | Taipei chinois | 1  | 0      | 0      | 1     |
| 8     | Kazakhstan     | 0  | 2      | 4      | 6     |
| 9     | Colombie       | 0  | 2      | 2      | 4     |
| 10    | Australie      | 0  | 2      | 1      | 3     |
| 11    | Mongolie       | 0  | 1      | 1      | 2     |
| 11    | Thaïlande      | 0  | 1      | 1      | 2     |
| 13    | Vietnam        | 0  | 1      | 0      | 1     |
| 14    | France         | 0  | 0      | 3      | 3     |
| 15    | Azerbaïdjan    | 0  | 0      | 1      | 1     |
| 15    | Biélorussie    | 0  | 0      | 1      | 1     |
| 15    | Bulgarie       | 0  | 0      | 1      | 1     |
| 15    | Corée du Sud   | 0  | 0      | 1      | 1     |
| 15    | Japon          | 0  | 0      | 1      | 1     |
| 15    | Ouzbékistan    | 0  | 0      | 1      | 1     |
| Total | Total          | 12 | 12     | 24     | 48    |